# Dichromia sieglinde
Dichromia sieglinde là một loài bướm đêm trong họ Erebidae.